# Киватичи
Кива́тичи (бел. Ківацічы) — деревня в Кобринском районе Брестской области Белоруссии. Входит в состав Тевельского сельсовета.
По данным на 1 января 2016 года население составило 37 человек в 15 домохозяйствах.

## География
Деревня расположена в 21 км к северо-западу от города и станции Кобрин, 5 км к северо-западу от станции Тевли, в 72 км к востоку от Бреста, у автодороги Р102 Кобрин-Каменец.

## История
Населённый пункт известен с 1528 года как имение Н. Паца. В разное время население составляло:
- 1999 год: 22 хозяйства, 48 человек;
- 2005 год: 19 хозяйств, 47 человек;
- 2009 год: 25 человек;
- 2016 год[2]: 15 хозяйств, 37 человек;
- 2019 год[1]: 10 человек.

## Достопримечательность
Располагавшаяся ранее в деревне усадьба не сохранилась. На ее месте сегодня растут одиночные клены, ива ломкая, белая акация, дереза, рябина, бузина. Через дорогу расположено небольшое кладбище, где когда-то стоял деревянный костёл святых Петра и Павла, построенный еще Пацами в 1610 г. Храм сгорел в 1798 г., а более поздний был уничтожен во время Великой Отечественной войны. Рядом с местом, где он располагался, сохранились захоронения владельцев киватичского и соседних имений, начиная с 1-й половины XIX века. На некоторых склепах установлены памятники из камня или чугуна.
Располагавшаяся некогда рядом с костелом бывшая звонница сегодня выполняет функцию храма — это простое квадратное в плане трехъярусное сооружение с четырехскатной крышей.

## Галерея

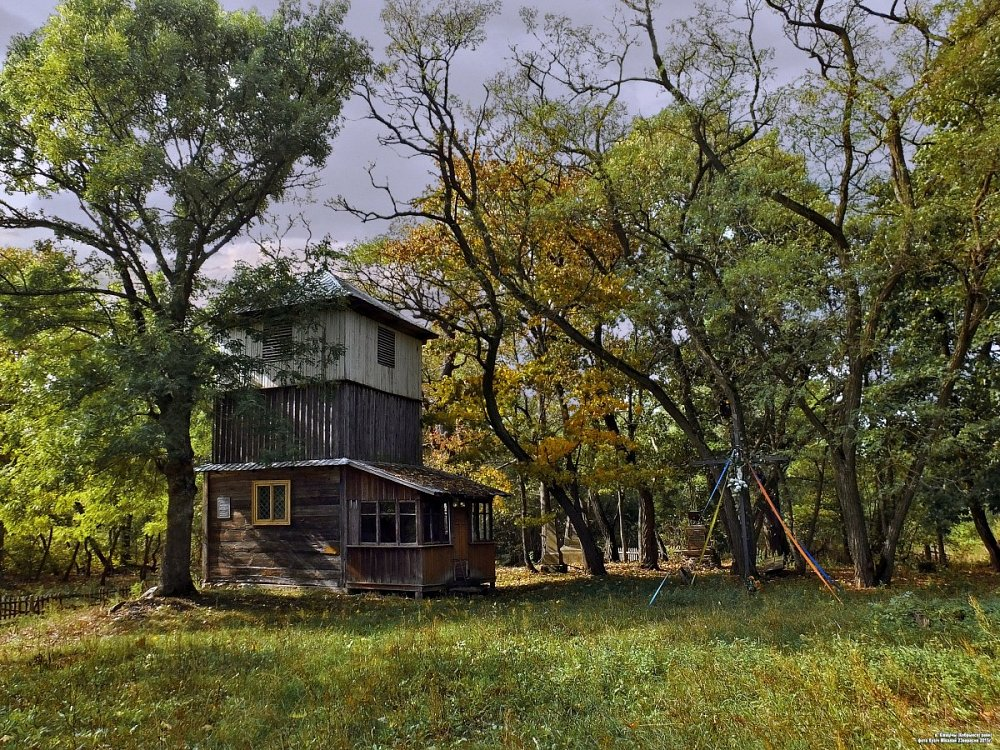
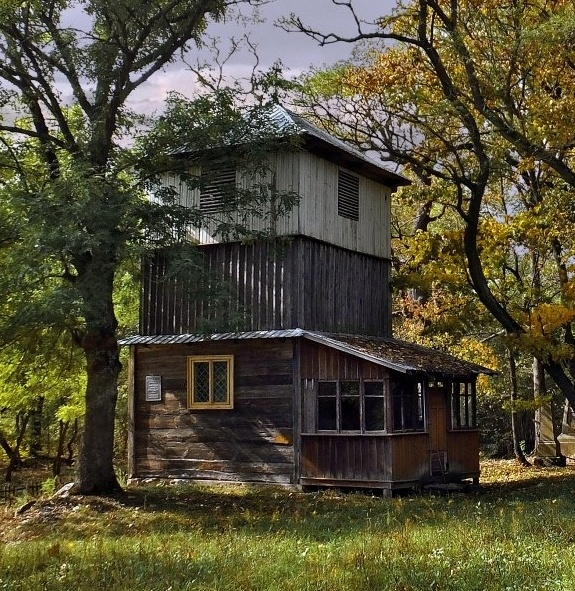